# Laura Muir

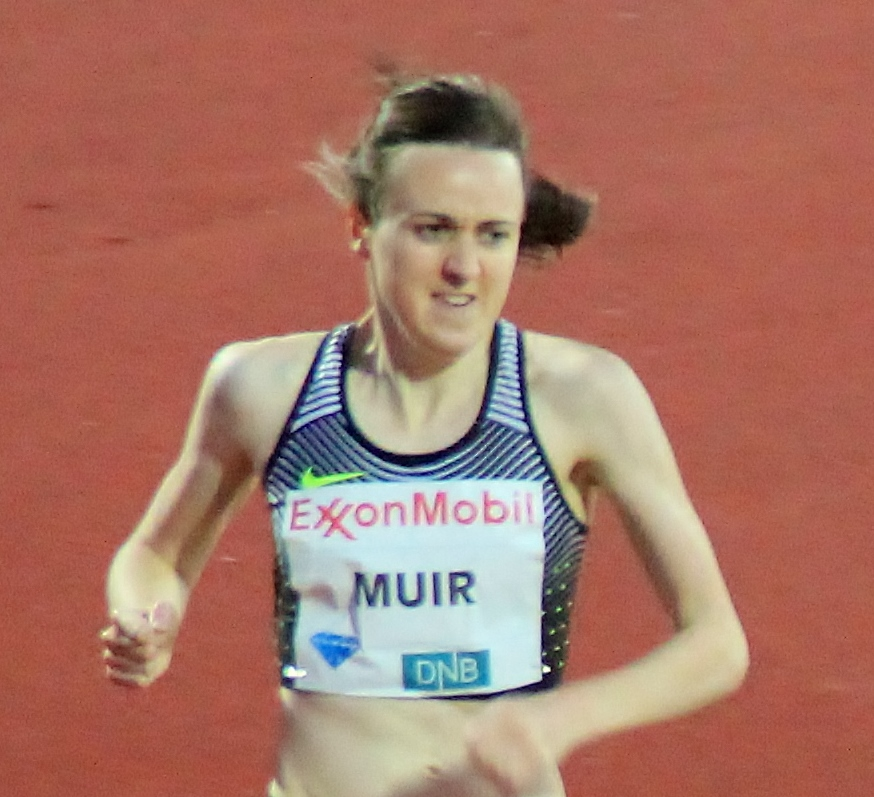
Laura Muir op weg naar 4.19,12 op de mijl tijdens de Bislett Games in 2016.

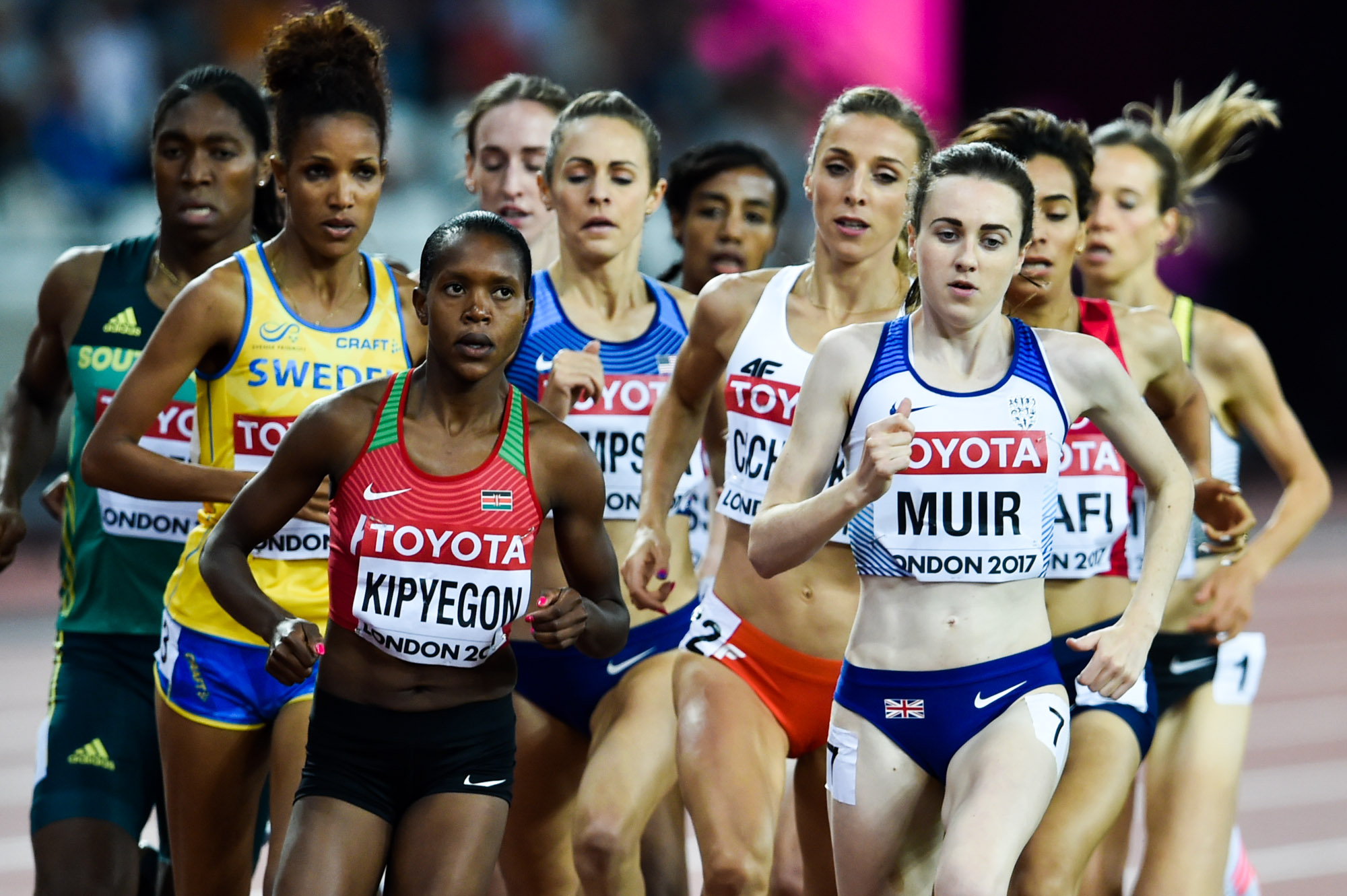
Beeld van de 1500 m finale tijdens de WK van 2017, met Muir op kop en het hele veld nog dicht opeengepakt.

Laura Muir (Milnathort, 9 mei 1993) is een Schotse middellangeafstandsloopster, die gespecialiseerd is in de 800 m, 1500 m, 3000 m en 5000 m. Zij nam tweemaal deel aan de Olympische Spelen, wat haar bij de tweede gelegenheid een zilveren medaille opleverde.

## Biografie

### Eerste internationale resultaten
Muir maakte haar internationale debuut in 2013 door op de Europese kampioenschappen U23 in Tampere op de 1500 m een bronzen medaille te veroveren. Datzelfde jaar werd zij door Groot-Brittannië uitgezonden naar de wereldkampioenschappen in Moskou, waar zij uitkwam op de 800 m. Ze drong er door tot de halve finale, waarin zij haar persoonlijke recordtijd op 2.00,83 stelde.
Op de Meeting Ariva van 2014 in Parijs, onderdeel van de Diamond League-serie, liep ze 4.00,07 op de 1500 m, om zo Yvonne Murrays 27-jaar-oude Schotse record te breken. Het bleek vooralsnog een uitschieter, want op de Gemenebestspelen in Glasgow, die enkele weken later plaatsvonden, kon zij niet tippen aan haar tijd in Parijs en miste zij, na eerder in de series de derde snelste tijd te hebben laten noteren, in de finale van de 1500 m de boot volledig, om als elfde te eindigen in 4.14,21. In de kort daarop plaatsvindende Europese kampioenschappen in Zürich ging zij op de 1500 m zelfs al in de series met 4.14,69 roemloos ten onder.

### Bij de top op EK indoor en WK
In prestatief opzicht meldde Muir zich in 2015 nadrukkelijker aan bij de top, te beginnen op de Europese indoorkampioenschappen in Praag, waar zij voor de 3000 m had gekozen. In een race die werd overheerst door de Russin Jelena Korobkina (goud met 8.47,62) en de Wit-Russische Svetlana Koedzelitsj (zilver met 8.48,02), werd de Schotse met haar eindtijd van 8.52,14 door de Nederlandse Maureen Koster (brons met 8.51,64) net buiten de medailles gehouden. Jaren later, in 2023, werd die uitslag echter alsnog aangepast vanwege bewezen dopinggebruik door de oorspronkelijke winnares Korobkina, schoof Koster hierdoor op naar de tweede plaats en was de bronzen medaille alsnog voor Muir.
Na aan het begin van het buitenseizoen bij de Bislett Games op de 1500 m haar PR met 4.00,39 tot op 0,22 seconden te hebben benaderd, werd zij vervolgens op deze afstand vijfde tijdens de WK in Peking.

### Het olympisch jaar 2016
In het olympisch jaar 2016 was het wedstrijdprogramma afgestemd op het leveren van een topprestatie op de Olympische Spelen in Rio de Janeiro. Muir verkoos ter voorbereiding hierop het IAAF Diamond League-circuit. In juni liep zij tijdens de Bislett Games in Oslo een Engelse mijl in 4.19,12, vlak achter de Keniaanse Faith Chepngetich Kipyegon, die in 4.18,60 won. Anderhalve maand later, op 22 juli, kwam zij tijdens de London Grand Prix in het Olympisch Stadion in Londen op de 1500 m tot 3.57,49 en verbeterde hiermee het Britse record van Kelly Holmes. De EK in Amsterdam, die eerder die maand hadden plaatsgevonden, had ze bewust aan zich voorbij laten gaan.
Dit alles leidde in het Braziliaanse Rio de Janeiro echter niet tot het gehoopte resultaat. In de finale van de 1500 m kon zij de eerste 1100 m goed meekomen en ging zij zelfs achter de leidende Faith Chepngetich Kipyegon en de Ethiopische Genzebe Dibaba als derde de laatste ronde in. In het sprintgeweld tijdens de laatste 400 meter werd de Schotse atlete echter door diverse concurrentes overvleugeld en eindigde zij in 4.12,88 op een teleurstellende zevende plaats. Nauwelijks terug in Europa haalde zij op 27 augustus 2016 tijdens de Meeting de Paris haar gram door haar eigen persoonlijke en nationale record op de 1500 m terug te brengen naar 3.55,22. Deze tijd maakte haar tevens tot de snelste vrouw ter wereld op de 1500 m van dat jaar. Dit, gevoegd bij een tweede plaats op de 1500 m in 3.57,85 tijdens de Weltklasse in Zürich, bracht haar Diamond League puntentotaal op 40, waarmee Laura Muir de derde Britse vrouw werd die een Diamond League-titel won.

### Tweemaal goud op EK indoor 2017
Muir brak op 18 februari 2017 het Europese record op de 1000 m van 2.32,16, dat sinds 2006 in handen was van de Russische Joelia Fomenko, tijdens de Birmingham indoor Grand Prix met een tijd van 2.31,93. Op de EK indoor in Belgrado veroverde de Schotse vervolgens goud op de 1500 m; daarbij brak ze Doina Melinte's 32-jaar oude kampioenschaprecord, waarna zij er een dag later een tweede titel op de 3000 m aan toevoegde met alweer een kampioenschapsrecord. Het waren de eerste medailles van Muir op een groot internationaal seniorentoernooi en direct tweemaal goud, een hoogtepunt in de carrière van de Schotse atlete. In de loop van het buitenseizoen wist zij haar goede vorm ditmaal goed vast te houden, zodat zij op de WK in Londen andermaal een hoofdrol kon spelen, nu op de 1500 m. De zinderende eindsprint op de laatste 200 meter voor de finish eindigde in een groep van vijf atletes, onder wie Laura Muir, die, verdeeld over drie banen, binnen een seconde van elkaar over de finishlijn stormde. Faith Chepngetich Kipyegon won in 4.02,59, gevolgd door de Amerikaanse Jennifer Simpson in 4.02,76 en de Zuid-Afrikaanse Caster Semenya, die met haar 4.02,90 Laura Muir met 0,07 seconden van het brons afhield. De Nederlandse Sifan Hassan, die de eindsprint had aangetrokken, werd vijfde in 4.03,34. Op de 5000 m speelde Muir vervolgens een wat bescheidener rol met een zesde plaats, al was haar 14.52,07 wel haar beste tijd ooit op deze afstand.

### Olympische Spelen 2020 / 2021
Op de Olympische Spelen van 2020 in Tokio, die door de Coronapandemie pas in 2021 plaatsvonden, veroverde Muir de zilveren medaille op de 1500 m in 3.54,50, een Brits record, achter Faith Kipyegon uit Kenia.

### Opleiding
Muir volgde haar studie op Kinross High School, dezelfde school als van 400 m hordeloper Eilidh Doyle. Ze studeerde vervolgens diergeneeskunde aan de Universiteit van Glasgow, die zij in 2018 afrondde. Een van haar leerkrachten daar was Hayley Haining, veterinair patholoog, langeafstandsloper en haar teammaat op de Gemenebestspelen van 2014.

## Titels
- Europees indoorkampioene 1500 m - 2017, 2023
- Europees indoorkampioene 3000 m - 2017
- Brits kampioene 800 m - 2018
- Brits kampioene 1500 m - 2015, 2016
- Brits indoorkampioene 800 m - 2014
- Brits indoorkampioene 1500 m - 2013, 2014, 2015
- Schots kampioene 1500 m - 2012
- Schots kampioene veldlopen - 2012, 2013
- Schots indoorkampioene 800 m - 2012

## Persoonlijke records
Outdoor
| Onderdeel   | Prestatie    | Datum            | Plaats |
| ----------- | ------------ | ---------------- | ------ |
| 800 m       | 1.56,73      | 9 juli 2011      | Monaco |
| 1500 m      | 3.54,50 (NR) | 6 augustus 2021  | Tokio  |
| 1 Eng. mijl | 4.18,03      | 9 juli 2017      | Londen |
| 3000 m      | 8.30,64      | 21 juli 2017     | Monaco |
| 5000 m      | 14.52,07     | 13 augustus 2017 | Londen |

Indoor
| Onderdeel | Prestatie     | Datum            | Plaats     |
| --------- | ------------- | ---------------- | ---------- |
| 800 m     | 1.58,44       | 1 februari 2020  | Glasgow    |
| 1000 m    | 2.31,93 (ER)  | 18 februari 2017 | Birmingham |
| 1500 m    | 3.59,58 (NR)  | 9 februari 2021  | Liévin     |
| 3000 m    | 8.26,41 (ER)  | 4 februari 2017  | Karlsruhe  |
| 5000 m    | 14.49,12 (NR) | 4 januari 2017   | Glasgow    |

## Palmares

### 800 m
- 2013: 7e in ½ fin. WK – 2.00,83 (in serie 2.00,80)
- 2014: 2e in serie WK indoor – 2.02,55

### 1500 m
- 2013:  EK U23 te Tampere – 4.08,19
- 2014: 11e Gemenebestspelen – 4.14,21 (in serie 4.05,19)
- 2014: 6e in serie EK – 4.14,69
- 2015: 5e WK – 4.11,48
- 2016: 7e OS – 4.12,88 (in ½ fin. 4.04,16)
- 2017:  EK indoor – 4.02,39
- 2017: 4e WK - 4.02,97
- 2018:  WK indoor - 4.06,23
- 2021:  OS – 3.54,50 (NR)
- 2022:  WK - 3.55,28
- 2023:  EK indoor - 4.03,40

Diamond League-podiumplaatsen
- 2015:  Bislett Games - 4.00,39
- 2016:  London Grand Prix - 3.57,49
- 2016:  Meeting de Paris - 3.55,22
- 2016:  Weltklasse Zürich - 3.57,85

### 1 Eng. mijl
Diamond League-podiumplaatsen
- 2016:  Bislett Games - 4.19,12
- 2016:   Diamond League 1500 m/1 Eng. mijl - 40 p
- 2017:  Müller Anniversary Games - 4.18,03

### 3000 m
- 2015:  EK indoor – 8.52,14[12]
- 2017:  EK indoor – 8.35,67
- 2018:  WK indoor - 8.45,78

Diamond League-podiumplaatsen
- 2017:  Herculis - 8.30,64

### 5000 m
- 2017: 6e WK - 14.52,07